# Iva Milanović-Litre
Iva Milanović-Litre (Sinj, 6. kolovoza 1988.) je hrvatska rukometašica koja trenutno igra ŽRK Lokomotiva Zagreb.
Igrala je još za ŽRK Samobor

## Uspjesi
- prvenstvo Hrvatske 2014
- kup Hrvatske 2014

## Vanjske poveznice
Iva Milanović Litre na eurohandball.com